# Star King (chương trình truyền hình)
Star King là chương trình truyền hình thực tế ở Hàn Quốc, được lên sóng lần đầu tiên vào ngày 13 tháng 1 năm 2007 trên đài SBS. Star King là chương trình đầu tiên tại Hàn Quốc được phát sóng cả trên Internet và trên truyền hình cùng lúc.

## Định dạng
Chương trình gồm 4 giai đoạn:
- Only This (딸랑 이거): gồm những thí sinh có kỹ năng hài kịch.
- Train Me! (키워주세요): gồm những thí sinh muốn được nổi tiếng.
- Diet King (다이어트 킹): gồm những thí sinh cố gắng để giảm cân. Shawa Lee từng là một người chiến thắng, anh đã giảm được 40 kg trong 60 ngày.

Các tập đặc biệt là những người chơi từ các quốc gia, gồm: Brazil, Mông Cổ và Kenya. Ai cũng có thể tham gia chương trình với mọi lứa tuổi.

## Tiếp nhận
Tại một thời gian phát sóng, Star King giữ vị trí hàng đầu trong chương trình thực tế được khán giả lựa chọn.
Star King được tổ chức lần đầu bởi MC nổi tiếng Kang Ho-dong. Sau đó, ông đã rời khỏi chương trình trong những tranh cãi về thuế.

## Thí sinh chiến thắng và khách mời
| Số mùa       | Thí sinh chiến thắng Khách mời       |
| ------------ | ------------------------------------ |
| 1            | Grandpa Rain                         |
| 2            | BoA 11 tuổi                          |
| 3 - 4        | Dong Bang Shin Ki 40 tuổi            |
| 6            | Beak Ye-Rin (là thành viên nhóm 15&) |
| 8 - 9        | Mozart 10 tuổi                       |
| 16           | Điệu nhảy ma thuật Rainbow           |
| 18 - 19      | Chàng trai Dangerous                 |
| 21 - 22 - 23 | Chàng trai Guyak                     |
| 24 - 25      | Spider Man                           |
| 26           | Hơi thở cháy của con người           |
| 33           | B-boy một chân                       |
| 34           | Kho báu của Mongo                    |
| 38           | Dàn nhạc mù                          |
| 39           | B-boy T.I.P                          |
| 52           | MoM B-boy                            |
| 57           | Nhóm nhạc Super Junior               |
| 62 - 64 - 65 | Shadow Show                          |
| 68 - 69 - 70 | Tay trống 10 tuổi                    |
| 79 - 80 - 81 | Chơi đàn guitar hai tay              |
| 84 - 85 - 86 | Nghệ sĩ bong bóng                    |
| 93 - 95 - 96 | Ban nhạc gia đình OIDO               |
| 140          | Xe đạp Bucheon F4                    |
| 142          | B-boy 7 tuổi                         |